# 王子朝鮮人学校事件
王子朝鮮人学校事件（おうじちょうせんじんがっこうじけん）とは、1951年（昭和26年）3月7日に東京都北区で発生した刑事事件である。

## 事件の発端
1951年2月23日、蒲田警察署は占領目的阻害行為処罰令違反容疑で、東京都立朝鮮人中高等学校（今の東京朝鮮中高級学校）の生徒1人を検挙した。捜査の結果、当時のGHQが禁止していた「新朝鮮」「前進」「朝鮮女性」等のいわゆる反占領軍的な印刷物を作成していたことが判明し、2月28日に同校を家宅捜査し、証拠物件を押収した。
しかし、翌日3月1日は三・一独立運動記念日であったため、朝鮮人たちは「不当弾圧」と激昂し、所轄の王子警察署に300人、隣の板橋警察署に400人、赤羽警察署に40人が押しかけて抗議した。
そして3月7日に「真相発表大会」と称する集会を学校内で開催、抗議デモを行うことになった。

## 事件の概要
1951年3月7日当日、王子警察署は周辺の道路を封鎖し、同校生徒以外の群集の流入を阻止しようとしたが、群集はそれを無視し最終的に2000人が集まった。
集会は午前10時から始まった。一方、学校外にいた群集が警察隊に対し、投石や唐辛子粉の噴霧など抵抗したため、ある警察官が付近の民家の2階から写真を撮ろうとした。しかしそれを見た群集が民家に乱入、その警察官に暴行を加え、カメラを破壊した。
応援に来ていた蔵前警察署員が救出しようとしたが、逆に返り討ちにあい、重軽傷を負わされた上、拳銃や警棒などが奪われた。
警視庁は、遂に群集を強制的に解散させることを決断、警官隊が校内に突入しようとした。群集は煉瓦や石を投げつけるなど強硬に抵抗したが、午後2時50分までに全員を校外に排除した。
警察はこの事件で28人が重軽傷を負った。

## その後の顛末
警察は、事件の関係者12名を公務執行妨害罪、傷害罪、暴力行為等処罰ニ関スル法律違反で逮捕し、うち6名が検察により起訴された。最終的には最高裁まで争われたが、5名が有罪となり確定した。（残りの1名は保釈中に逃亡した。）